# Vrbovečki Pavlovec
Vrbovečki Pavlovec is een plaats in de gemeente Vrbovec in de Kroatische provincie Zagreb. De plaats telt 366 inwoners (2001).